# Most w Lubaniu
Most w Lubaniu – najstarszy obiekt mostowy użytkowany na drogach zarządzanych przez GDDKiA. Znajduje się w Lubaniu na drodze krajowej nr 30. Most o długości 7,90 metra wybudowany został w 1861 roku. Znajduje się nad tzw. prawobrzeżną młynówką – obejściem rzeki Kwisa. 